# Линтварівка
Линтварі́вка (хутір Линтварівка, хутір Пушкарів Яр)— село в Україні, у Миколаївській сільській громаді Сумського району Сумської області. Населення становить 6 осіб. До 2016 орган місцевого самоврядування — Северинівська сільська рада.

## Населення
За даними звіту Миколаївської ТГ за 2021, у Литварівці офіційно зареєстровано 9 осіб, з яких фактично проживає 6. Це найменший населений пункт територіальної громади.

### Мова
Розподіл населення за рідною мовою за даними перепису 2001 року:
| Мова       | Кількість | Відсоток |
| ---------- | --------- | -------- |
| українська | 2         | 100%     |

## Географія
Село Линтварівка знаходиться на відстані до 1,5 км від сіл Мар'ївка, Степаненкове та селища Степанівка. У селі бере початок річка Степанівка, ліва притока Сумки. Поруч проходить автомобільна дорога Р44.

## Історія

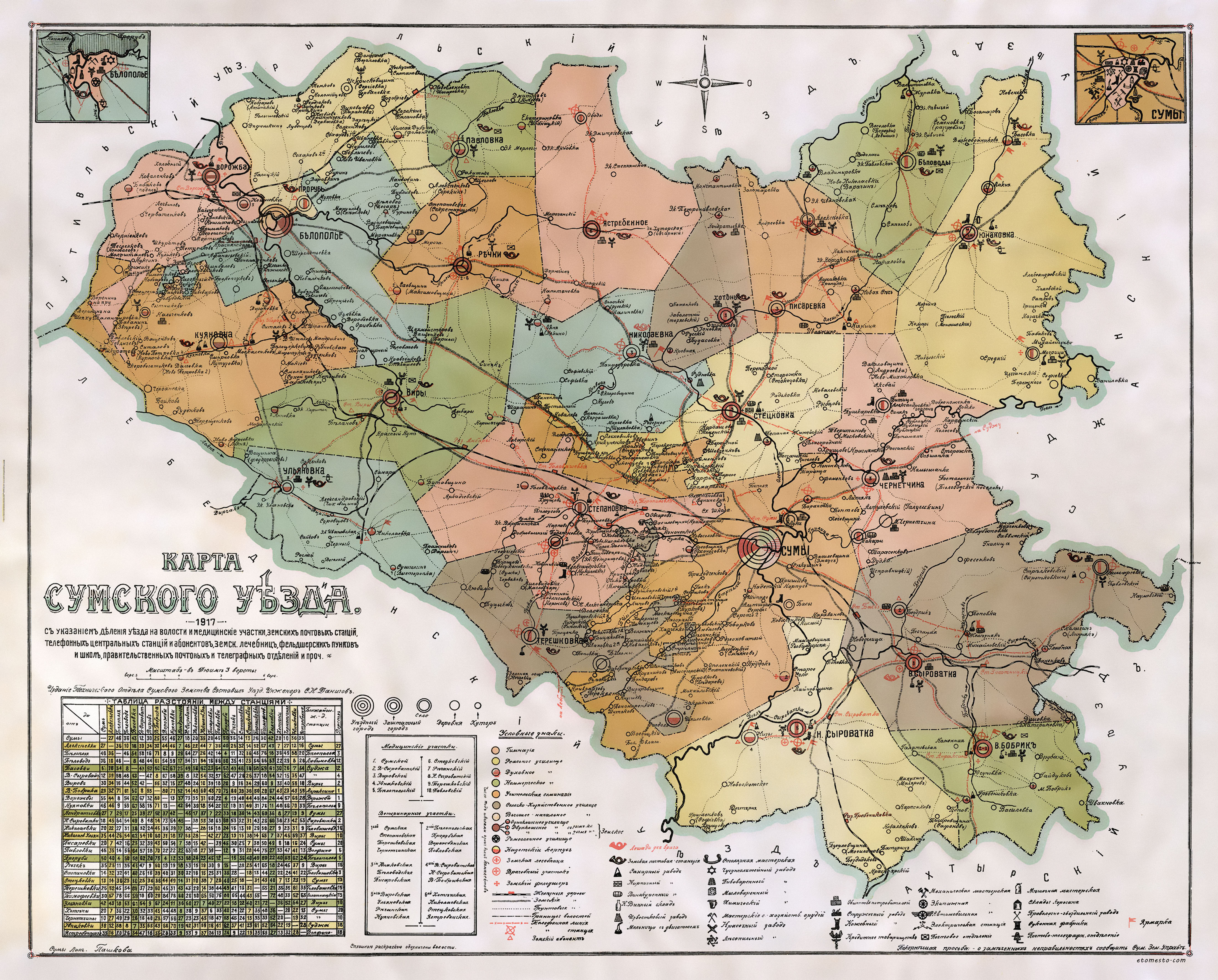
Розташовується на межі Сумської та Стецьківської волості

За 0,88 км на північ від північної околиці села розташовується курган «Линтварівка», датований II—I тис. до н. е.
У другій половині XVIII століття хутір Пушкарів Яр та Линтварівка належали козацько-старшинському роду Линтварьових.
Хутір Линтварівка зустрічається на мапах принаймні з 1917-го року як альтернативна назва хутора Пушкарів Яр, втім історик Борис Корогод стверджує, що місцезнаходження хутора Пушкарів Яр достаменно невідоме.
У хуторі Линтварівка підтверджено смерть селянки у 1933 році в наслідок Голодомору.

## Політика
Линтварівка входить до 590620 дільниці 158 виборчого округу. Виборча дільниця розташована у сусідньому селі Северинівка в Будинку Культури за адресою вул. Молодіжна, 1.

## Доповнення
12 червня 2020 року, відповідно до розпорядження Кабінету Міністрів України № 723-р «Про визначення адміністративних центрів та затвердження територій територіальних громад Сумської області», село увійшло до складу Миколаївської сільської громади.
19 липня 2020 року, в результаті адміністративно-територіальної реформи та ліквідації Сумського району(1923—2020), увійшло до складу новоутвореного Сумського району.
Згідно з даними додатку до Стратегії розвитку Миколаївської сільської ради за 2021 рік, у селі Линтварівка нараховано 7 колодязів.
У селі зафіксовано 3 грунтові дороги, прокладені 1988 року. 1200 метрів по вулиці Садовій, 300 метрів по вулиці Луговій і 200 метрів по вулиці Польовій.